# 噪鵑屬
噪鵑屬是鵑形目杜鵑科下的一個屬。牠們主要分佈於東亞、東南亞、南亞至澳洲一帶。

## 分類學
該屬在1827年由兩位英國自然學家尼古拉斯·艾爾沃德·維格及托马斯·霍斯菲尔德建立。名稱Eudynamys為合成詞，由希臘語的（轉寫為Eu，意思為「良好的」、「傑出的」）及拉丁語的（轉寫為dunamis，意思為「力量」、「能力」，可能跟有「強大的」涵義的eudunamos有關）組成，指的是其強壯的鳥喙。:368該屬模式種由喬治·羅伯特·格雷於1840年指定為澳洲噪鵑。該屬名曾拼成Eudynamis，但據國際動物命名規約是不正確的。:368
黑嘴噪鵑及澳洲噪鵑皆原為噪鵑的其中數個亞種，後根據喙的顏色、雌性羽毛特徵及寄生習性而各自獨立。:101, 369其中澳洲噪鵑含指名亞種在內擁有8個亞種，而噪鵑有5個，黑嘴噪鵑則沒有亞種。與黑頂鵑關係相近，並可能與厚嘴鵑形成一姊妹群的關係。

### 物種
現有3個物種：
| 照片 | 名稱                              | 分佈                                                                                                   |
| ---- | --------------------------------- | --- |
|      | Eudynamys scolopaceus 噪鵑        | 尼泊爾、巴基斯坦、印度、孟加拉、斯里蘭卡、馬爾地夫、菲律賓、中國大陸南部、新加坡、琉球群島、小巽他群島 |
|      | Eudynamys melanorhynchus 黑嘴噪鵑 | 印尼的蘇拉威西島、蘇拉群島、邦蓋島                                                                     |
|      | Eudynamys orientalis 澳洲噪鵑     | 摩鹿加群島至澳洲之間，包含新幾內亞等地                                                                 |

## 物種描述
此屬的鳥類就跟其他杜鵑相同，會進行巢寄生。主要在各種烏鴉或八哥的巢內寄生，並隨地區產生變化。
雄雌異型，雄性的羽毛顏色是黑色的，雌性通常帶有褐色斑紋，鼻孔呈細縫狀。:368而幼鳥的毛色則較有區別，噪鵑跟黑嘴噪鵑是深色的，而澳洲噪鵑則是較淡。:370-371而噪鵑跟黑嘴噪鵑之間的差異是其翅膀形狀和雌性羽毛的顏色，且其雄性鳥喙較黑，甚至有時候在頭上帶有白斑。:371-372其聲音相當多樣，根據其行動會有不同的叫聲。
主要棲息於各種類型的森林或沿海地區內，並可達海拔1800公尺高的地方，也可靠近人工環境生活。:375-376植食性，主要以各種水果為食，包含無花果、桑椹、棗子、番木瓜、番石榴、巴西櫻桃、青皮刺和羅望子等，但會也食用一些昆蟲、蝸牛跟花蜜，或甚至是鵯科的蛋。:376

## 保護狀況
其數量眾多，並隨著寄主數量有所變化，如在香港島的噪鵑主要寄主是黑领椋鸟，而近年來後者數量正逐漸增加，使噪鵑數量也在增加。但可能會有被路殺的問題存在。